# Nuoto ai campionati mondiali di nuoto 2007 - Staffetta 4x200 metri stile libero maschile
La gara di nuoto della staffetta 4x200 metri stile libero maschile dei campionati mondiali di nuoto 2007 è stata disputata il 30 marzo presso la Rod Laver Arena di Melbourne.
Vi hanno preso parte 27 squadre nazionali.
La competizione è stata vinta dalla squadra statunitense, mentre l'argento e il bronzo sono andati rispettivamente alla squadra australiana e a quella canadese.

## Podio
| Posizione | Nazione     | Atlete                                                   |
| --------- | ----------- | -------------------------------------------------------- |
| Oro       | Stati Uniti | Michael Phelps Ryan Lochte Klete Keller Peter Vanderkaay |
| Argento   | Australia   | Patrick Murphy Andrew Mewing Grant Brits Kenrick Monk    |
| Bronzo    | Canada      | Brian Johns Brent Hayden Rick Say Andrew Hurd            |

## Programma
| Data          | Ora   | Turno    |
| ------------- | ----- | -------- |
| 30 marzo 2007 | 13:07 | Batterie |
| 30 marzo 2007 | 20:38 | Finale   |

## Record
Prima della manifestazione il record del mondo e il record dei campionati erano i seguenti.
| Record mondiale       | 7'04"66 | Australia | 27 luglio 2001 Fukuoka, Giappone |
| Record dei campionati | 7'04"66 | Australia | 27 luglio 2001 Fukuoka, Giappone |

Durante la competizione è stato battuto il seguente record:
| Data     | Evento | Atleti                                                                                           | Nazione     | Tempo   | Record          |
| -------- | ------ | ------------------------------------------------------------------------------------------------ | ----------- | ------- | --------------- |
| 30 marzo | Finale | Michael Phelps (1:45.36) Ryan Lochte (1:45.86) Klete Keller (1:46.31) Peter Vanderkaay (1:45.71) | Stati Uniti | 7'03"24 | Record mondiale |

## Risultati

### Batterie
I migliori 8 tempi si qualificano per la finale
| Pos. | Batteria | Corsia | Nazione                 | Atleti | Tempo   | Note |
| ---- | -------- | ------ | ----------------------- | --- | ------- | ---- |
| 1    | 4        | 4      | Stati Uniti             | Peter Vanderkaay (1:46.67) Jayme Cramer (1:47.97) David Walters (1:47.75) Klete Keller (1:48.60)              | 7:10.99 | Q    |
| 2    | 2        | 5      | Australia               | Kenrick Monk (1:49.13) Andrew Mewing (1:47.95) Grant Brits (1:48.73) Nick Ffrost (1:49.03)                    | 7:14.84 | Q    |
| 3    | 4        | 5      | Canada                  | Rick Say (1:50.13) Brian Johns (1:48.06) Andrew Hurd (1:47.63) Brent Hayden (1:50.18)                         | 7:16.00 | Q    |
| 4    | 3        | 4      | Italia                  | Massimiliano Rosolino (1:48.85) Andrea Busato (1:49.44) Christian Galenda (1:50.03) Nicola Cassio (1:48.93)   | 7:17.42 | Q    |
| 5    | 3        | 5      | Giappone                | Takeshi Matsuda (1:49.05) Yuji Sakurai (1:49.44) Takamitsu Kojima (1:50.03) Daisuke Hosokawa (1:48.93)        | 7:17.45 | Q    |
| 6    | 4        | 6      | Russia                  | Evgenij Lagunov (1:48.96) Vitaly Romanovich (1:50.63) Sergey Perunin (1:48.92) Nikita Lobincev (1:49.63)      | 7:18.14 | Q    |
| 7    | 2        | 4      | Gran Bretagna           | Ross Davenport (1:50.34) Andrew Hunter (1:49.47) Robert Lang (1:50.07) Robert Renwick (1:48.94)               | 7:18.82 | Q    |
| 8    | 3        | 6      | Polonia                 | Paweł Korzeniowski (1:49.01) Michal Rokicki (1:49.98) Lukasz Giminski (1:50.64) Przemysław Stańczyk (1:49.30) | 7:18.93 | Q    |
| 9    | 2        | 6      | Germania                | Paul Biedermann (1:49.59) Stefan Herbst (1:49.42) Benjamin Starke (1:49.64) Lars Conrad (1:50.57)             | 7:19.22 |      |
| 10   | 3        | 3      | Francia                 | Fabien Gilot (1:49.02) Sébastien Rouault (1:49.77) Nicolas Rostoucher (1:50.30) Grégory Mallet (1:50.63)      | 7:19.72 |      |
| 11   | 4        | 7      | Brasile                 | Thiago Pereira Rodrigo Castro Nicolas Oliveira Armando Negreiros                                              | 7:20.00 |      |
| 12   | 2        | 3      | Grecia                  | Andreas Zisimos Georgios Demetis Ioannis Giannoulis Nikolaos Zylouris                                         | 7:20.07 |      |
| 13   | 4        | 3      | Cina                    | Zhang Lin Zhang Enjian Yu Chenglong Chen Zuo                                                                  | 7:20.36 |      |
| 14   | 3        | 2      | Portogallo              | Tiago Venâncio Fabio Pereira Diogo Carvalho Adriano Niz                                                       | 7:20.46 |      |
| 15   | 4        | 2      | Paesi Bassi             | Olaf Wildeboer Bas van Velthoven Joost Reijns Mitja Zastrow                                                   | 7:21.51 |      |
| 16   | 2        | 2      | Nuova Zelanda           | Moss Burmester Andrew McMillan Robert Voss Michael Jack                                                       | 7:22.18 |      |
| 17   | 1        | 3      | Austria                 | Dominik Koll Dinko Jukić David Brandl Florian Janistyn                                                        | 7:22.58 |      |
| 18   | 3        | 7      | Lituania                | Vytautas Janušaitis Saulius Binevičius Paulius Andrijauskas Paulius Viktoravicius                             | 7:25.37 |      |
| 19   | 2        | 1      | Croazia                 | Dominik Straga Saša Imprić Mario Todorović Mario Delač                                                        | 7:35.43 |      |
| 20   | 2        | 7      | Cile                    | Giancarlo Zolezzi Seoane Maximiliano Schnettler Benjamin Guzman Blanco Salvador Mallat Arcaya                 | 7:41.80 |      |
| 21   | 3        | 1      | Uzbekistan              | Timur Irgashev Ibrahim Nazarov Petr Romashkin Danil Bugakov                                                   | 7:47.20 |      |
| 22   | 4        | 1      | Singapore               | Zhirong Bryan Tay Ju Wei Sng Wen Hao Joshua Lim Bing Ming Thum                                                | 7:52.17 |      |
| 23   | 1        | 6      | Indonesia               | Albert Cristiadi Sutanto Felix Cristiadi Sutanto Brian Howard Ho Andy Wibowo                                  | 7:52.81 |      |
| 24   | 3        | 8      | Perù                    | Sebastian Jahnsen Gianmarco Mosto Oscar Jahnsen Jose Emmanuel Crescimbeni                                     | 7:55.97 |      |
| 25   | 2        | 8      | Isole Vergini Americane | Kieran Locke Josh Laban Kevin Hensley Morgan Locke                                                            | 7:56.67 |      |
| 26   | 4        | 8      | India                   | Rehan Poncha Ankur Poseria Amar Muralidharan Virdhawal Khade                                                  | 8:01.49 |      |
| 27   | 1        | 5      | Guam                    | Carlos Shimizu Celestino Aguon Hernan Bonsembiante Christopher Duenas                                         | 8:44.25 |      |

### Finale
| Pos. | Corsia | Nazione       | Atleti | Tempo   | Note            |
| ---- | ------ | ------------- | --- | ------- | --------------- |
|      | 4      | Stati Uniti   | Michael Phelps (1:45.36) Ryan Lochte (1:45.86) Klete Keller (1:46.31) Peter Vanderkaay (1:45.71)              | 7:03.24 | Record mondiale |
|      | 5      | Australia     | Patrick Murphy (1:48.55) Andrew Mewing (1:47.52) Grant Brits (1:48.21) Kenrick Monk (1:45.77)                 | 7:10.05 |                 |
|      | 3      | Canada        | Brian Johns (1:48.46) Brent Hayden (1:46.59) Rick Say (1:47.59) Andrew Hurd (1:48.06)                         | 7:10.70 |                 |
| 4    | 1      | Gran Bretagna | David Carry (1:48.16) Robert Renwick (1:48.94) Simon Burnett (1:47.20) Ross Davenport (1:46.98)               | 7:11.28 |                 |
| 5    | 6      | Italia        | Filippo Magnini (1:47.66) Andrea Busato (1:50.21) Nicola Cassio (1:47.87) Massimiliano Rosolino (1:46.57)     | 7:12.31 |                 |
| 6    | 7      | Russia        | Evgeny Lagunov (1:48.82) Andrey Kapralov (1:48.86) Nikita Lobintsev (1:49.26) Sergey Perunin (1:47.92)        | 7:14.86 |                 |
| 7    | 2      | Giappone      | Takeshi Matsuda (1:49.40) Yuji Sakurai (1:49.21) Takamitsu Kojima (1:50.10) Daisuke Hosokawa (1:48.75)        | 7:17.46 |                 |
| 7    | 8      | Polonia       | Paweł Korzeniowski (1:48.43) Michal Rokicki (1:49.57) Lukasz Giminski (1:50.18) Przemysław Stańczyk (1:49.28) | 7:17.46 |                 |